# Rosochatka (Potok Wielki)
Rosochatka – część wsi Potok Wielki w Polsce, położona w województwie świętokrzyskim, w powiecie jędrzejowskim, w gminie Jędrzejów.
W latach 1975–1998 Rosochatka należała administracyjnie do województwa kieleckiego.